# A-Moll
a-Moll ist eine Tonart des Tongeschlechts Moll, die auf dem Grundton a aufbaut. Die Tonart a-Moll wird in der Notenschrift ohne Vorzeichen geschrieben. Auch die entsprechende Tonleiter und der Grundakkord dieser Tonart (die Tonika a-c-e) werden mit dem Wort a-Moll bezeichnet.
Links die Notation von a-Moll (keine Vorzeichen), rechts der Grundakkord auf einem Klavier.
Es folgt ein Notenbeispiel zur Tonleiter (melodisches Moll) und dem Grundakkord:

## Verwendung
Diese Tonart ist die Paralleltonart zu C-Dur. Sie wird häufig als hellklingend, sanft, edel beschrieben. Auch die „fromme Weiblichkeit“ wurde zuweilen assoziiert. a-Moll war Robert Schumanns Lieblingstonart und nimmt in seinen Werken einen Schlüsselcharakter ein.

## Position der Tonart im Quintenzirkel
| Vorzeichen: | 7♭ +fes | 6♭ +ces | 5♭ +ges | 4♭ +des | 3♭ +as | 2♭ +es | 1♭ +b |   | 1♯ +fis | 2♯ +cis | 3♯ +gis | 4♯ +dis | 5♯ +ais | 6♯ +eis | 7♯ +his |
| Dur:        | Ces     | Ges     | Des     | As      | Es     | B      | F     | C | G       | D       | A       | E       | H       | Fis     | Cis     |
| Moll:       | as      | es      | b       | f       | c      | g      | d     | a | e       | h       | fis     | cis     | gis     | dis     | ais     |